# Montsecret
Montsecret är en kommun i departementet Orne i regionen Normandie i nordvästra Frankrike. Kommunen ligger i kantonen Tinchebray som tillhör arrondissementet Argentan. År 2018 hade Montsecret 533 invånare.

## Befolkningsutveckling
Antalet invånare i kommunen Montsecret
| Referens: INSEE |